# Mary Carillo
Mary Carillo (New York, 15 maart 1957) is een tennisspeelster uit de Verenigde Staten van Amerika.
Zij groeide op in Douglaston, Queens, New York, en kreeg samen met John McEnroe tennisles van dezelfde coach. Ook Vitas Gerulaitis trainde daar, en Carillo trok regelmatig met hem op.

## Loopbaan
In 1977 won zij samen met haar landgenoot John McEnroe het gemengd-dubbelspeltoernooi van Roland Garros 1977.
In 1980 kwam haar carrière ten einde toen zij op Wimbledon uitgleed op het gras, en het kraakbeen in haar knie scheurde.  
Na haar tenniscarrière werd Carillo commentator voor CBS. Ook versloeg ze sporttoernooien voor HBO en NBC Olympic. In 2004 vertelde zij voor NBC een verhaal over badmintonrackets, dat daarna de geschiedenis in ging als de badminton rant.
In 1983 trouwde Carillo met Bill Bowden – zij kreeg twee kinderen.

## Resultaten grandslamtoernooien
| Legenda | Legenda                          |
| ------- | -------------------------------- |
| g.t.    | geen toernooi gehouden           |
| l.c.    | lagere categorie                 |
| –       | niet deelgenomen                 |
| G       | uitgeschakeld in de groepsfase   |
| 1R      | uitgeschakeld in de eerste ronde |
| 2R      | uitgeschakeld in de tweede ronde |
| 3R      | uitgeschakeld in de derde ronde  |
| 4R      | uitgeschakeld in de vierde ronde |
| KF      | uitgeschakeld in de kwartfinale  |
| HF      | uitgeschakeld in de halve finale |
| F       | de finale verloren               |
| W       | het toernooi gewonnen            |
| w-v     | winst/verlies-balans             |

### Enkelspel
| toernooi        | 1977 | 1977 |    | 1979 | 1980 |
| --------------- | ---- | ---- | -- | ---- | ---- |
| Australian Open | –    | –    | –  | –    |      |
| Roland Garros   | 2R   | 2R   | –  | –    |      |
| Wimbledon       | 1R   | 1R   | 3R | 1R   |      |
| US Open         | 1R   | 1R   | 1R | –    |      |

### Vrouwendubbelspel
| Australian Open | –  | –  | –  | –  | –  |
| Roland Garros   | KF | KF | –  | –  | 1R |
| Wimbledon       | 3R | 3R | 2R | 2R | –  |
| US Open         | KF | KF | 2R | –  | –  |

### Gemengd dubbelspel
| toernooi        | 1977 | 1977 |      | 1979 |
| --------------- | ---- | ---- | ---- | ---- |
| Australian Open | g.   | t.   | g.t. |      |
| Roland Garros   | W    | W    | –    |      |
| Wimbledon       | KF   | KF   | 2R   |      |
| US Open         | 1R   | 1R   | 2R   |      |

## Palmares

### WTA-finaleplaatsen enkelspel
geen

### WTA-finaleplaatsen vrouwendubbelspel
| nr.              | finale     | toernooi         | ondergrond    | partner        | tegenstandsters                       | score         |
| ---------------- | ---------- | ---------------- | ------------- | -------------- | ------------------------------------- | ------------- |
| gewonnen finales |            |                  |               |                |                                       |               |
| 1.               | 1979-01-28 | WTA Boise        | hardcourt (i) | Sherry Acker   | Stephanie Tolleson Valerie Ziegenfuss | 6-3, 6-2      |
| 2.               | 1979-03-18 | WTA Orlando      | hardcourt     | Sherry Acker   | Marjorie Blackwood Kym Ruddell        | 7-6, 2-6, 7-6 |
| 3.               | 1980-01-26 | WTA Ogden        | hardcourt (i) | Sherry Acker   | Yvona Brzáková Rosalyn Fairbank       | 6-1, 6-2      |
| 4.               | 1980-02-03 | WTA Boise        | hardcourt (i) | Florența Mihai | Diane Desfor Barbara Hallquist        | 6-1, 6-4      |
| verloren finales |            |                  |               |                |                                       |               |
| 1.               | 1977-07-10 | WTA Gstaad       | gravel        | Lesley Hunt    | Helen Cawley Rayni Fox                | 0-6, 4-6      |
| 2.               | 1977-08-14 | WTA Indianapolis | gravel        | Wendy Overton  | Delina Boshoff Ilana Kloss            | 7-5, 5-7, 3-6 |
| 3.               | 1979-02-25 | WTA Atlanta      | hardcourt (i) | Sherry Acker   | Laura duPont Valerie Ziegenfuss       | 2-6, 3-6      |

### Finaleplaatsen gemengd dubbelspel
| nr.              | finale     | toernooi      | ondergrond | partner      | tegenstanders              | score    |         |
| ---------------- | ---------- | ------------- | ---------- | ------------ | -------------------------- | -------- | ------- |
| gewonnen finales |            |               |            |              |                            |          |         |
| 1.               | 1977-06-05 | Roland Garros | gravel     | John McEnroe | Florența Mihai Iván Molina | 7-6, 6-3 | details |